# Mbanga
Mbanga é uma cidade dos Camarões localizada na província de Litoral.